# Suriname zászlaja
Suriname zászlajában az arany csillag a fényes jövő szimbóluma, amelyet az egység révén fognak megteremteni. A zöld szín a termékeny földet, a fehér az igazságot és a szabadságot, a vörös a jobb életért folytatott küzdelmet szimbolizálja.